# Music Is My Language (album)
Music Is My Language – czwarty album studyjny Duńczyka DJ-a Aligatora, wydany w 2005 roku przez EMI.

## Lista utworów
Źródło: Discogs
| Nr  | Tytuł                                |
| --- | ------------------------------------ |
| 1.  | „Intro (Part 2)”                     |
| 2.  | „Davaj davaj” (feat MC Wspyszkin)    |
| 3.  | „Do You Realise”                     |
| 4.  | „Protect Your Ears”                  |
| 5.  | „Angel”                              |
| 6.  | „Music Is My Language” (feat. Arash) |
| 7.  | „Here Comes the Rain”                |
| 8.  | „Screw You”                          |
| 9.  | „Fading Beauty”                      |
| 10. | „Countdown”                          |
| 11. | „Close to You” (Dance Version)       |
| 12. | „Outro”                              |
| 13. | „Davaj davaj” (Blyant & Tusch Remix) |
| 14  | „Close to You” (Classical Version)   |

## Notowania na listach sprzedaży
| Kraj  | Lista (2005) | Najwyższa pozycja |
| ----- | ------------ | ----------------- |
| Dania | Album Top-40 | 39                |